# Ухтома (село)
Ухтома — село в Вашкинском районе Вологодской области.
Входит в состав Липиноборского сельского поселения (с 1 января 2006 года по 8 апреля 2009 года было центром Ухтомского сельского поселения), с точки зрения административно-территориального деления — центр Ухтомского сельсовета.
Расстояние до районного центра Липина Бора по автодороге — 10 км. Ближайшие населённые пункты — Дурасово, Переезд, Шульгино.
По переписи 2002 года население — 143 человека (63 мужчины, 80 женщин). Преобладающая национальность — русские (99 %).

## История
Село основано в XI веке. В X—XIV веках через Ухтому пролегал один из путей из Новгородских земель к Белому морю. Первое известное описание Ухтомского волока содержится в «Писцовой книге езовых дворцовых волостей и государевых оброчных угодий Белозерского уезда 1585 года». В начале 1960-х годов в связи с планируемым созданием Шекснинского водохранилища жители села были переселены чуть выше по реке Ухтомка (а также с другой стороны реки).
Жители работали в леспромхозе; был сельский клуб, рыбоприемный пункт, медицинский пункт, почта, библиотека. Колхоз назывался «Советская Россия».

## Достопримечательности
- Комплекс церквей Воздвижения и Успения — памятник архитектуры[5]:
  - Церковь Воздвижения Креста Господня (деревянная, 1797) — памятник архитектуры[6],
  - Церковь Успения Пресвятой Богородицы (каменная, 1780) — памятник архитектуры[7].
- Церковь Александра Невского (деревянная, 1885) — памятник архитектуры[8],

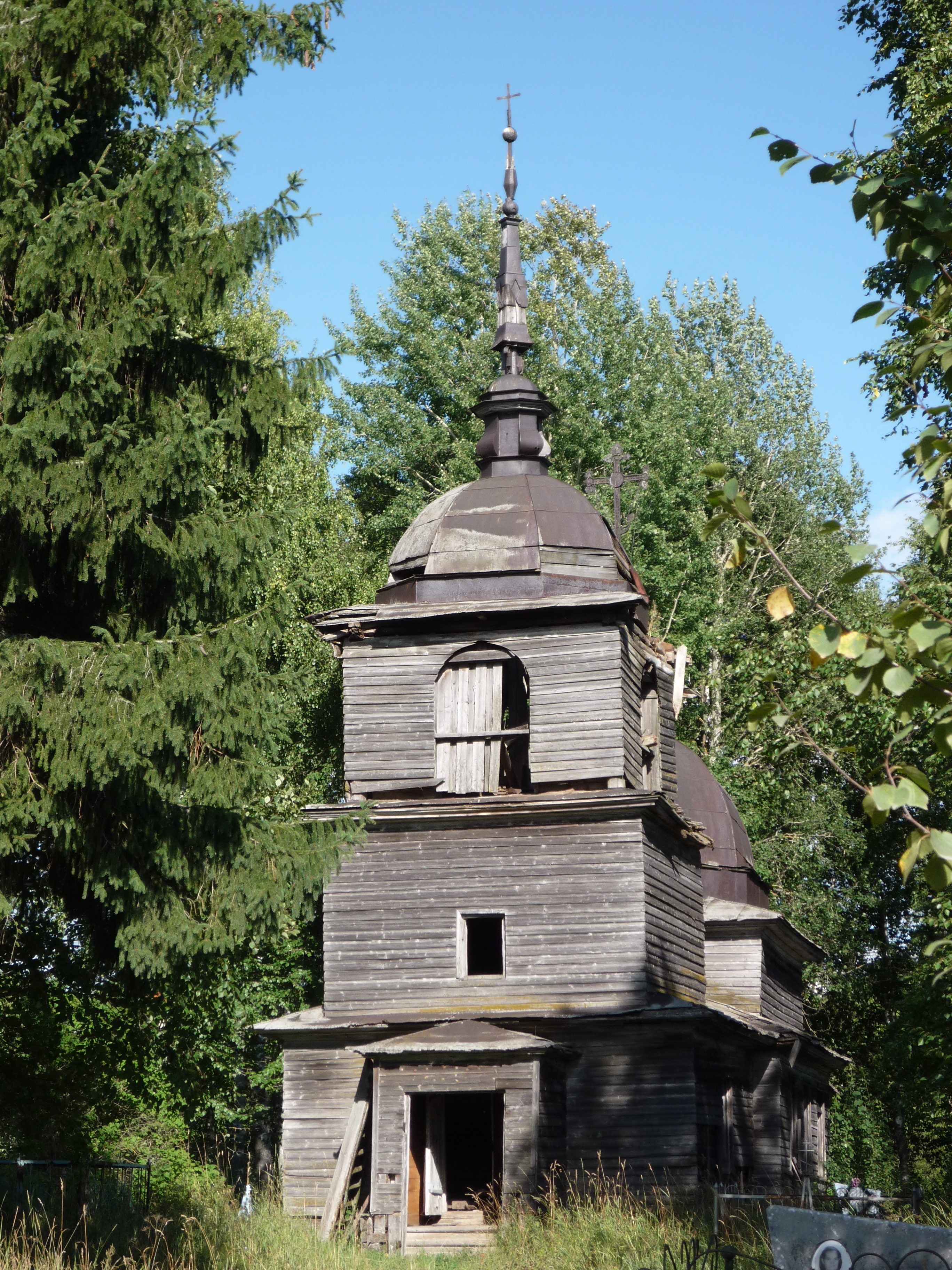
Церковь Александра Невского
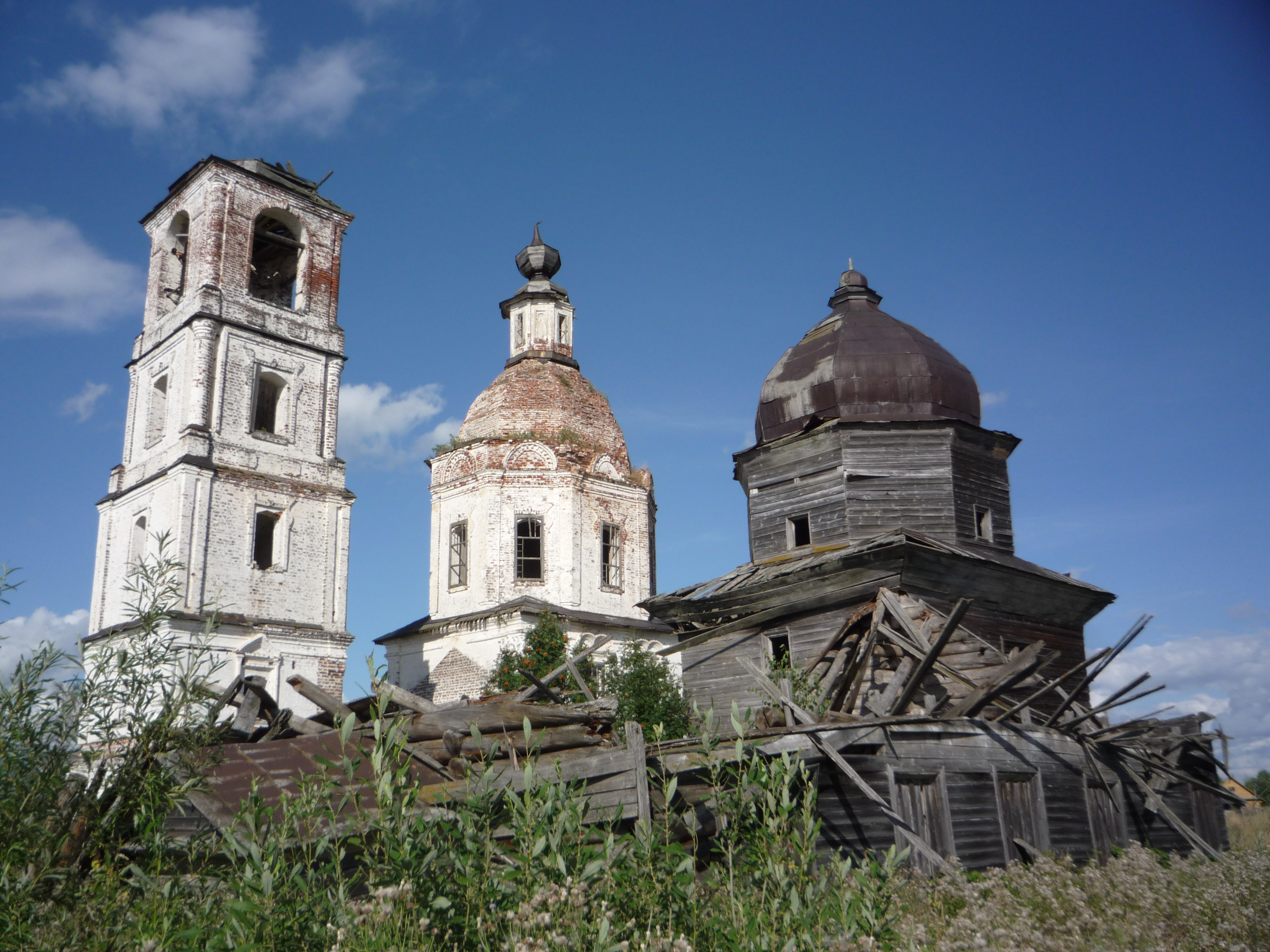
Храмовый комплекс. Церкви Воздвижения Креста Господня и Успения Пресвятой Богородицы